# Умарова, Махбуба
Махбуба Ума́рова (узб. Махбуба Умарова; 15 июня 1930, Чек-Абад, Киргизская АССР — 21 мая 2005, Кочубаев, Ошская область) — хлопковод, звеньевая колхоза имени Жданова Араванского района Ошской области, Киргизская ССР. Герой Социалистического Труда (1960). Депутат Верховного Совета СССР 6-го созыва.

## Биография
Родилась 15 июня 1930 года в селе Чек-Абад (ныне — Кочубаев в Араванском районе Ошской области) в крестьянской семье, по национальности узбечка.
Она очень рано начала свою трудовую деятельность, в 1939 году вступила в колхоз «Кызыл дехкан». В годы Великой Отечественной войны проявила себя мастером по сбору хлопка. Несмотря на очень юный возраст, она вручную собрала за сезон более 10 тонн хлопка-сырца. С 1952 года трудилась хлопководом в колхозе имени Жданова Араванского района. В 1952—1987 годы возглавляла хлопководческое звено.
В 1959 году бригада Махбубы Умаровой собрало в среднем по 47,4 центнера хлопка-сыпца с каждого гектара. В 1960 году за сезон собрала 30 тонн хлопка-сыпца, тем самым установила своеобразный рекорд.

В ознаменование 50-летия Международного женского дня, за выдающиеся достижения в труде и особо плодотворную общественную деятельность присвоить звание Героя Социалистического Труда с вручением ордена Ленина и золотой медали «Серп и Молот» Умаровой Махбубе — звеньевой колхоза им. Жданова Араванского района Ошской области.

Председатель Президиума Верховного Совета СССР К. Ворошилов
В 1965 году вступила в КПСС. До и после выхода на персональную пенсию республиканского значения была наставницей молодёжи, передавала свой опыт по выращиванию хлопчатника. Избиралась депутатом Верховного Совета СССР 6-го созыва от Совета Союза (1962—1966), неоднократно — депутатом Ошского областного, Араванского районного и Чек-Абадского сельского советов.

### Семья
- Вместе с супругом Охуновым Музаффаром воспитала трёх сыновей и двух дочерей.

## Награды
- Орден Ленина
- Орден «Знак Почёта» (1957)
- Медаль «За доблестный труд в Великой Отечественной войне 1941—1945 гг.»
- Медаль «В ознаменование 100-летия со дня рождения Владимира Ильича Ленина»
- серебряные и бронзовые медали ВДНХ СССР.
- две Почётные грамоты Верховного Совета Киргизской ССР.

## Память
- В целях увековечения памяти Умаровой Махбубы, по просьбе односельчан, улица в селе Чек-Абад Араванского района, где проживала Умарова, названа её именем.